# Moxostoma macrolepidotum
Moxostoma macrolepidotum es una especie de peces Cypriniformes de la familia Catostomidae.

## Morfología
Los machos pueden llegar alcanzar los 75 cm de longitud total.

## Distribución geográfica
Se encuentran en Norteamérica.